# Alexander Iwanowitsch Nekrassow
Alexander Iwanowitsch Nekrassow (russisch Александр Иванович Некрасов; * 27. Novemberjul. / 9. Dezember 1883greg. in Moskau; † 21. Mai 1957 ebenda) war ein russischer Physiker, Mathematiker und Hochschullehrer.

## Leben
Nekrassow, ältester Sohn des adligen Juristen und Inspektors der Volksschulen des Gouvernements Moskau Iwan Arkadjewitsch Nekrassow, verlor im Alter von 10 Jahren seinen Vater, so dass die Mutter die weitere häusliche Erziehung bestimmte. Nach dem Abschluss des 5. Moskauer Gymnasiums 1901 mit einer Goldmedaille begann er das Studium in der mathematischen Abteilung der physikalisch-mathematischen Fakultät der Universität Moskau (MGU). Stark beeinflusst wurde er dort von Nikolai Jegorowitsch Schukowski. Für seine Arbeit zur Theorie der Jupitermonde erhielt er eine Goldmedaille. Nach dem Abschluss des Studiums 1906 blieb er an der MGU und wurde 1911 Magister der Astronomie und Mechanik und Privatdozent am Lehrstuhl für Astronomie und Geodäsie und Privatdozent am Lehrstuhl für Angewandte Mathematik (Theoretische Mechanik). 1917 wurde er Dozent der physikalisch-mathematischen Fakultät der MGU und hielt eine Vorlesung über Aerodynamik und Gasdynamik. Daneben unterrichtete er 1906–1917 Mathematik und Physik in Moskauer mittleren Bildungseinrichtungen für Frauen und ab 1915 auch in den Moskauer Höheren Kursen für Frauen unter der Direktion von Sergei Alexejewitsch Tschaplygin.
Nach der Oktoberrevolution erhielt Nekrassow 1918 die Ernennung zum Professor und leitete den Lehrstuhl für Theoretische Mechanik des Polytechnischen Instituts Iwanowo-Wosnessensk. Dort wurde er Dekan der Bauingenieur-Fakultät und 1921 Rektor.
1922 wurde Nekrassow Professor an der MGU und trat in die Leitung des gerade gegründeten Forschungsinstituts für Mathematik und Mechanik der MGU ein. Dazu hielt er die Vorlesung über Theoretische Mechanik für Studenten der Moskauer Technischen Hochschule. In seiner Vorlesung wendete er erstmals die Vektoralgebra an. Sein aus der Vorlesung entstandenes Lehrbuch wurde ein Standardlehrbuch an den sowjetischen Hochschulen. 1932 wurde er zum Korrespondierenden Mitglied der Akademie der Wissenschaften der UdSSR (AN-SSSR) gewählt. 1933 übernahm er die Leitung des Lehrstuhls für Theoretische Mechanik der MGU.
Neben seiner Lehrtätigkeit war Nekrassow Vizechef der Hauptverwaltung für berufliche Bildung des Volkskommissariats für Bildung der RSFSR (1922–1929) und Mitglied der Kommission für Mechanik für die Erstellung eines neuen Programms für die Universitäten (1933). Seit 1923 war er Mitglied des Leitungskollegiums des Zentralen Aerohydrodynamischen Instituts (ZAGI). Er wurde 1930 Vizechef des ZAGI und 1937 Vizevorsitzender des Wissenschaftlichen Rates. Ab 1934 war er Mitglied der Attestierungskommission für die Hochschulen beim Rat der Volkskommissare der UdSSR, die über die Verleihung der Akademischen Grade entschied.
Am 8. Januar 1938 wurde Nekrassow verhaftet und im Zusammenhang mit dem Tupolew-Prozess nach Artikel 58 des Strafgesetzbuches der RSFSR zu 10 Jahren Lagerhaft verurteilt. Darauf arbeitete er wissenschaftlich in dem für inhaftierte Luftfahrtkonstrukteure und -ingenieure eingerichteten zentralen Konstruktionsbüro ZKB-29 des NKWD (ab 1941 im Deutsch-Sowjetischen Krieg in Omsk). 1943 wurde er vorzeitig mit schwerem Asthma freigelassen.
1943 wurde Nekrassow wieder Leiter des Lehrstuhls für Theoretische Mechanik der MGU. 1945 wurde er Leiter der Abteilung für Aerodynamik des Instituts für Mechanik der AN-SSSR. 1946 wurde er Wirkliches Mitglied der AN-SSSR. 1956 wurde er Gründungsmitglied des Nationalen Komitees der UdSSR für Theoretische und Angewandte Mechanik.
Nekrassow veröffentlichte mehr als 100 wissenschaftliche Arbeiten. Er entwickelte neue Methoden zur Untersuchung stationärer Wellen endlicher Amplitude auf Oberflächen schwerer inkompressibler Flüssigkeiten. Er löste eine Reihe von Problemen der Strömung kompressibler und inkompressibler Flüssigkeiten um gekrümmte Profile. Arbeitsschwerpunkte waren die Theorie der Bewegung einer Tragfläche in einer instationären Strömung und des Flatterns sowie die Theorie der Wirbeldiffusion. Seine mathematischen Arbeiten bezogen sich auf Lösungen nichtlinearer Integral- und Integro-Differentialgleichungen und auf die Funktionalanalysis.
Nekrassow wurde auf dem Moskauer Pjatnizkoje-Friedhof begraben.
Der Kunsthistoriker Alexei Iwanowitsch Nekrassow war Nekrassows jüngerer Bruder.

## Ehrungen, Preise
- Erster Preisträger des Schukowski-Preises (1922)[4]
- Preis des Volkskommissariats für Bildung der RSFSR (1931)
- Orden des Roten Sterns (1933)[1]
- Orden des Roten Banners der Arbeit (1945)[1]
- Verdienter Wissenschaftler und Techniker der RSFSR (1947)[1]
- Stalinpreis II. Klasse (195) für die wissenschaftliche Arbeit zur Theorie stationärer Wellen auf der Oberfläche schwerer Flüssigkeiten (1951)
- Leninorden (1953)[1]